# La Serena, Chile
La Serena là một thành phố và xã ở miền bắc Chile, thủ phủ vùng Coquimbo. Được thành lập năm 1544, là thành phố của đất nước lâu đời thứ hai sau thủ đô Santiago, nằm 471 km (293 dặm) về phía nam. Nó có một dân số xã của 190.716 người (năm 2006, và dân số 400.000 người trong vùng đô thị Đại La Serena), là vùng thành thị lớn thứ tư lớn nhất của đất nước, trong đó bao gồm Coquimbo gần đó. và một diện tích 1,892.80 km2 (731 sq mi). Nó là một trong những khu vực phát triển nhanh nhất của Chile, chứng kiến một sự gia tăng dân số 32,6% từ năm 1992 và 2002.
Thành phố này là một địa điểm du lịch quan trọng, đặc biệt là trong mùa hè, nơi mọi người đi thăm các bãi biển. Nó là trụ sở của trường Đại học La Serena và cũng là trụ sở của Tổng Giáo phận Công giáo La Mã La Serena, một trong năm Tổng Giáo phận của Chile.